# Andrzej Bogusławski
Andrzej Stanisław Bogusławski (ur. 1 grudnia 1931 w Warszawie) – polski językoznawca i filozof języka. Początkowo zajmował się rusycystyką językoznawczą, by później poświęcić się pracy nad teorią języka.

## Życiorys
W 1960 r. uzyskał stopień doktora nauk humanistycznych na podstawie rozprawy Prefiksacja czasownikowa we współczesnym języku polskim (Ossolineum, Wrocław 1963). W 1966 r. habilitował się na Uniwersytecie Warszawskim, a w 1989 r. otrzymał tytuł profesora nauk humanistycznych.
Członek Komitetu Językoznawstwa PAN, członek zwyczajny Towarzystwa Naukowego Warszawskiego (Wydział I), członek krajowy czynny Wydziału Filologicznego Polskiej Akademii Umiejętności, wieloletni kierownik Katedry Lingwistyki Formalnej na Uniwersytecie Warszawskim. Internowany 13 grudnia 1981, zwolniony 16 lipca 1982.
W swoich pracach Bogusławski porusza szeroki zakres zagadnień: od słownikarstwa, przez sprawy czysto gramatyczne, semantykę językoznawczą, semiotykę logiczną i logikę formalną, po związki językoznawstwa z filozofią i teologią.
16 maja 2012 Andrzej Bogusławski został doktorem honoris causa Uniwersytetu Mikołaja Kopernika w Toruniu. W 2003 odznaczony Krzyżem Oficerskim Orderu Odrodzenia Polski.

## Publikacje
(wybór w odwróconym układzie chronologicznym)

### Książki
- Bogusławski, Andrzej (2023). Metodologia lingwistyki. Zarys. Warszawa: Wydawnictwa Uniwersytetu Warszawskiego. ISBN 978-83-235-8353-0.
- Bogusławski, Andrzej (2010). Dwa studia z teorii fleksji (i inne przyczynki). Warsaw: Bel Studio. ISBN 978-83-61208-46-4.
- Bogusławski, Andrzej (2007). A Study in the Linguistics-Philosophy Interface. Warsaw: BEL Studio. ISBN 978-83-89968-80-7. http://bc.klf.uw.edu.pl/36/.
- Fleksja rosyjska, Warszawa 2005.
- Aspekt i negacja, Warszawa 20031, 20042.
- Science as Linguistic Activity, Linguistics as Scientific Activity, Warszawa 1998.
- Sprawy słowa = Word matters, Warszawa 1994.
- Two Essays on Inflection, Warszawa 1992.
- Język w słowniku : desiderata semantyczne do wielkiego słownika polszczyzny, Wrocław 1988.
- Ilustrowany słownik rosyjsko-polski, polsko-rosyjski, t. 1–2, Warszawa 19781, 19832, 19863, 19934.
- Problems of the Thematic-Rhematic Structure of Sentences, Warszawa 1977.
- Semantyczne pojęcie liczebnika i jego morfologia w języku rosyjskim, Wrocław 1966.

### Artykuły w czasopismach
- Rezygnacja i nadzieja filozofów, „Przegląd Humanistyczny” 2004 Nr 383, s. 1–26.
- A Note on Apresjan`s Concept of "Polish School of Semantics" with an Appendix, „Lingua Posnaniensis” 2003 Tom XLV, s. 7–18.
- Jeszcze o wiedzy i wszechwiedzy, „Przegląd Humanistyczny” 2002 Tom 3, s. 67-73.
- Reflections on Wierzbicka`s explications, „Lingua Posnaniensis” 2001 Tom XLIII, s. 47–88.
- On the necessity of necessity, „Lingua Posnaniensis” 2001 Tom XLIII, s. 39–45.

### Artykuły i rozdziały w książkach zbiorowych
- O pozytywnej stronie granic poznania, [w:] U progu trzeciego tysiąclecia. Człowiek - Nauka - Wiara, Warszawa 2000, s. 209-245.
- Człowiek współczesny: rozum i wiara, [w:] U progu trzeciego tysiąclecia. Człowiek - Nauka - Wiara, Warszawa 2000, s. 524-536.